# Acer palmatum
El arce japonés palmeado, arce palmado japonés, arce japonés o arce polimorfo (Acer palmatum) es una especie de arce nativa de Corea y de Japón. Algunas fuentes aseveran que también es nativa de China, pero otras tratan arces chinos similares como especies separadas.

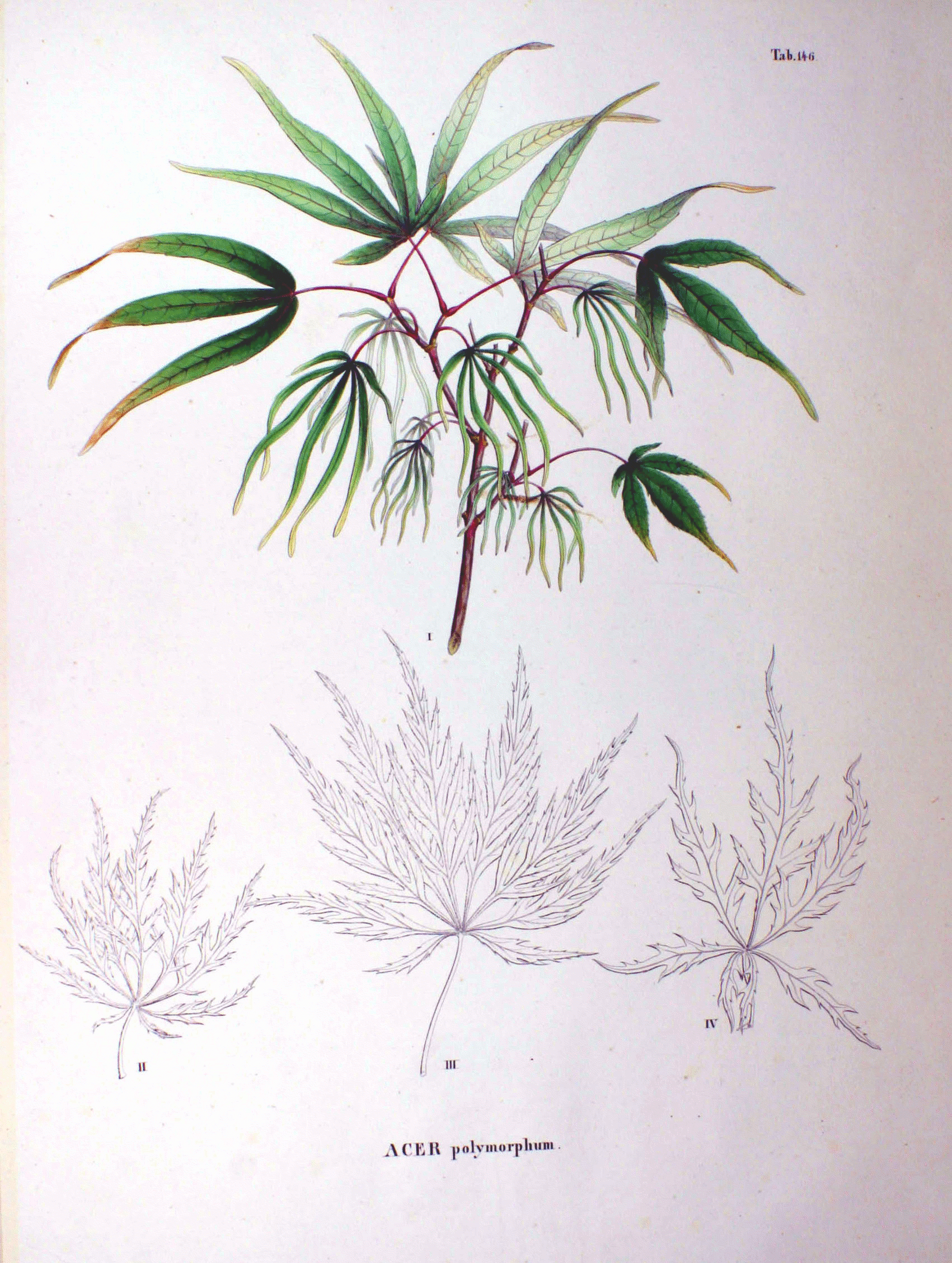
Ilustración.

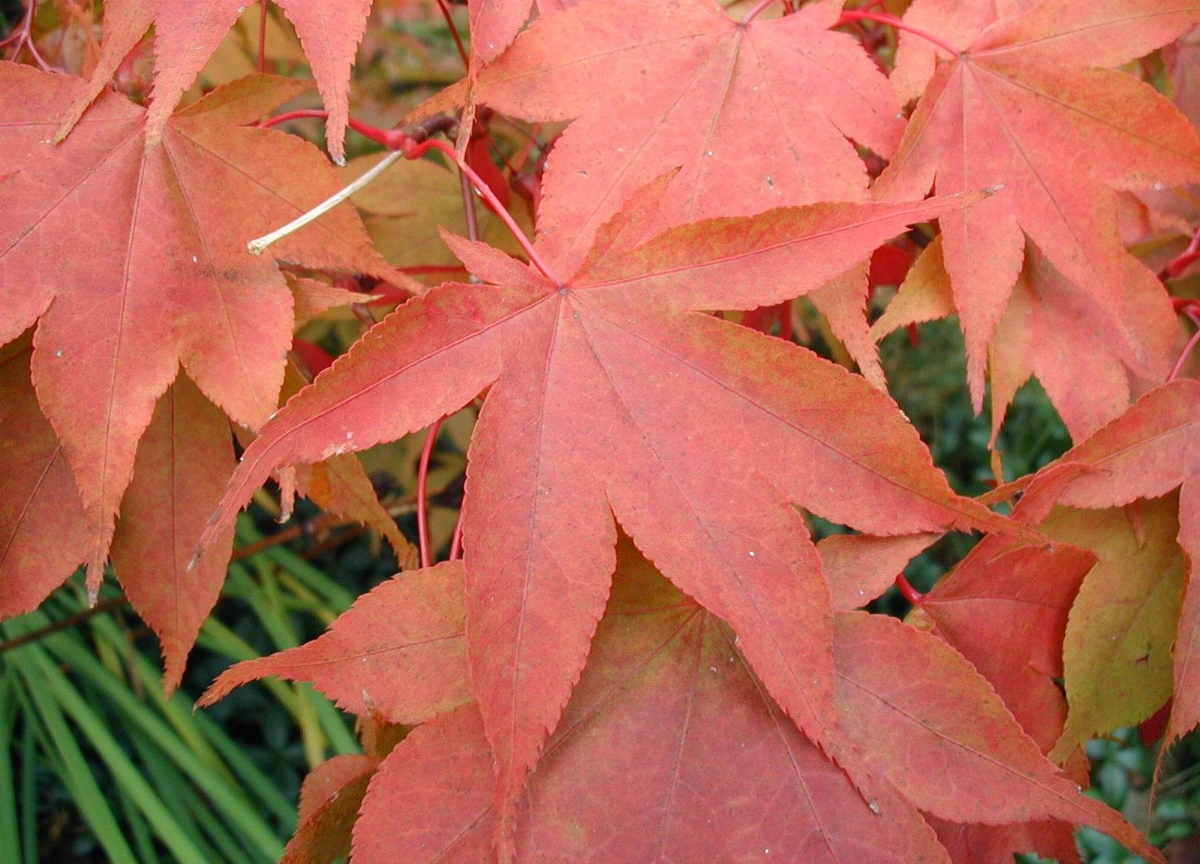
Hojas de otoño.

## Características
Es un arbusto o árbol pequeño que alcanza alturas de 6-10 m, raramente 16 m; con frecuencia crece como planta accesoria en bosques sombreados. Puede tener múltiples troncos cerca del suelo. En hábito de crecimiento, adopta forma de pirámide (especialmente cuando es joven) o de domo (cuando es más maduro). Sus hojas tienen 4–12 cm de largo y ancho; son palmatilobadas con 5-7-9 lóbulos agudos punteados, de colores purpúreos rojizos, tornándose rojo brillantes en otoño. Es muy decorativo por sus hojas rojo púrpura transparentes en primavera, más tenues en verano, volviéndose rojo violáceas en otoño. Las flores están en pequeñas cimas, las flores individuales con 5-sépalos rojos o púrpuras y 5-pétalos blancuzcos. Fruto: par de sámaras aladas, cada una de 2-3 cm de largo con semillas de 6-8 mm. Sus semillas (así como las de especies similares) requieren estratificarse para germinar.
En la naturaleza, Acer palmatum despliega considerable variación genética: las siembras del mismo árbol paterno pueden mostrar diferencias en rasgos como el tamaño y la forma de hoja, y el color.
Se reconocen tres subespecies:
- Acer palmatum subsp. palmatum. Hojas pequeñas, 4–7 cm de ancho, 5–7 lóbulos y márgenes doble serrados; alas de semillas de 10–15 mm. Más bajas altitudes a través del centro y sur de Japón (excepto Hokkaido).
- Acer palmatum subsp. amoenum (Carrière) H.Hara. Hojas más grandes, 6–10 cm de ancho, 7–9 lóbulos y márgenes simple serrados; alas de semillas de 20–25 mm. Mayores altitudes de Japón y de Corea del Sur.
- Acer palmatum subsp. matsumurae Koidz. Las más grandes hojas, 9–12 cm de ancho, 7 (raramente 5 o 9) lóbulos y márgenes doble serrados; alas de semillas de 15–25 mm. Mayores altitudes de Japón.

## Cultivo y usos

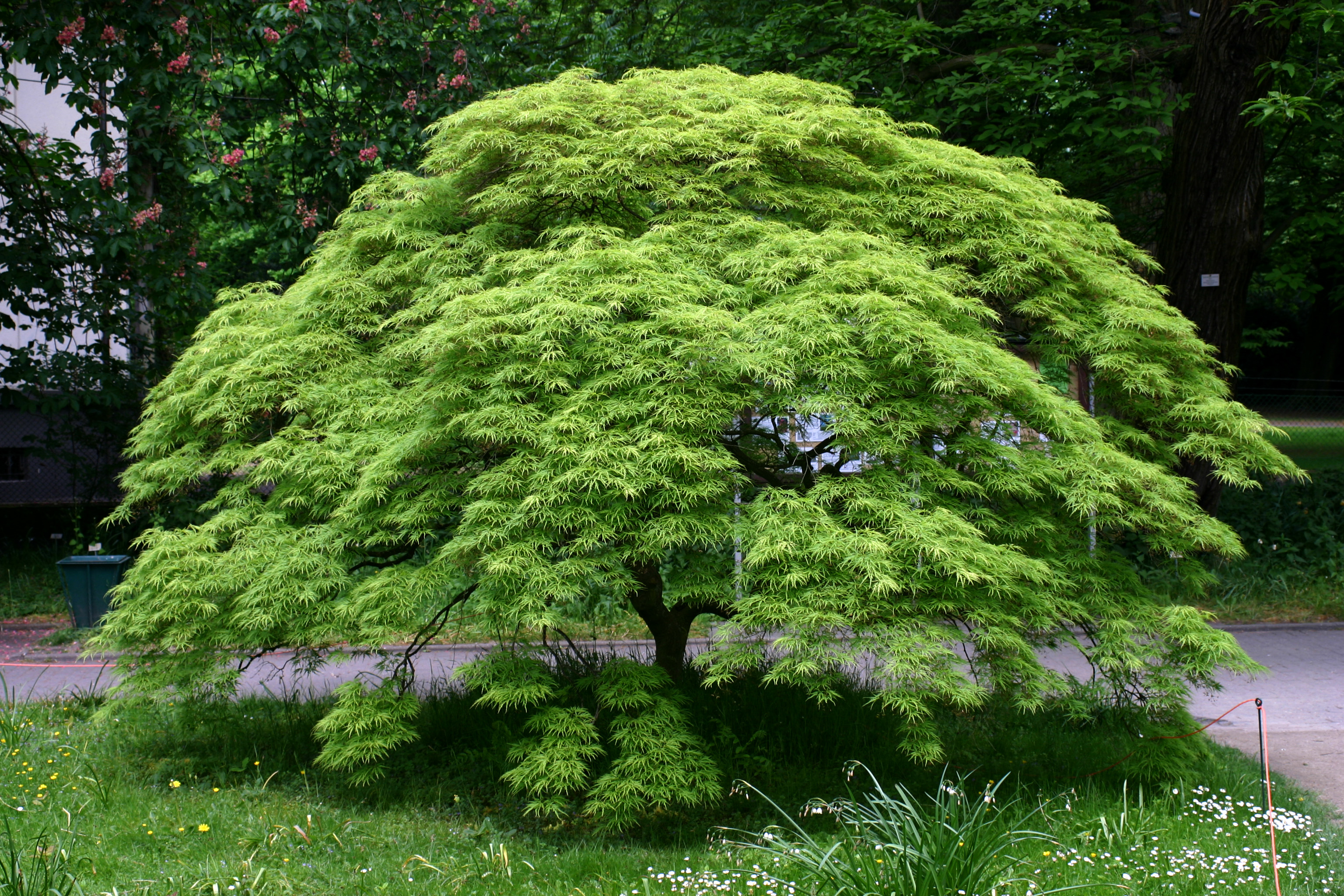
Arce japonés en forma de cúpula.

Puede crecer en áreas templadas de todo el mundo. Se cultiva en Japón desde hace siglos. Desde que fue exportada en el siglo XIX, existen numerosos cultivares comercializados y comunes en la jardinería de Europa y de Norteamérica. Los de hojas rojas son los más populares, seguidos por los arbustos verdes con hojas profundamente recortadas o disectadas. Es también tradicional su uso como bonsái.

### Condiciones de crecimiento
Como muchos arces, se adapta bien, pero crece mejor en suelos profundos, bien drenados y fértiles. Crece bien como árbol secundario, pues tolera la sombra. Sin embargo, él mismo provoca mucha sombra, haciendo difícil el avance de otras especies. Las siembras se pueden convertir en una molestia, y el árbol puede volverse una especie invasora en bosques.

### Cultivares
Existen unos 1000 cultivares de características particulares, que sólo se pueden propagar por injerto. Algunos de esos no se cultivan en el Hemisferio Occidental o se han perdido, pero se desarrollan muchos nuevos cultivares cada década. Los cultivares se eligen por aspectos fenotípicos como forma y tamaño de hoja (suave a profundamente lobuladas, algunas palmadas), color de hoja (de clarísima a verde oscura o de rojo a púrpura negro, o variegadas con diversos patrones de blanco y rosa), textura y color de corteza y porte. Algunos cultivares son árboles más grandes y vigorosos que la propia especie. Muchos son arbustos que raramente alcanzan 5 dm de altura. Unos pocos cultivares delicados se cultivan en macetas y no llegan a 3 dm. Algunos de los cultivares más deformes o enanos crecen de escoba de brujas, pero más son de plantas mutadas o han sido artificialmente seleccionadas progresivamente tras muchas generaciones.
Muchos cultivares tienen características distintivas en diferentes estaciones, incluyendo color de hojas nuevas o viejas, color veraniego, color y forma de sámaras, o por su corteza brillante en invierno. En algunos casos, el mismo cultivar tiene diferentes nombres; en otros casos, diferentes cultivares pueden tener el mismo nombre.

#### Cultivares de ejemplo

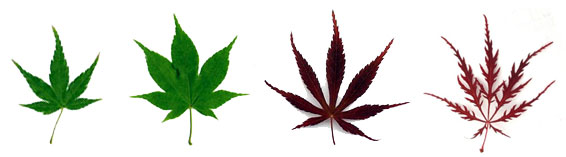
Ejemplo de variación de hoja, de varios cultivares de arce japonés.

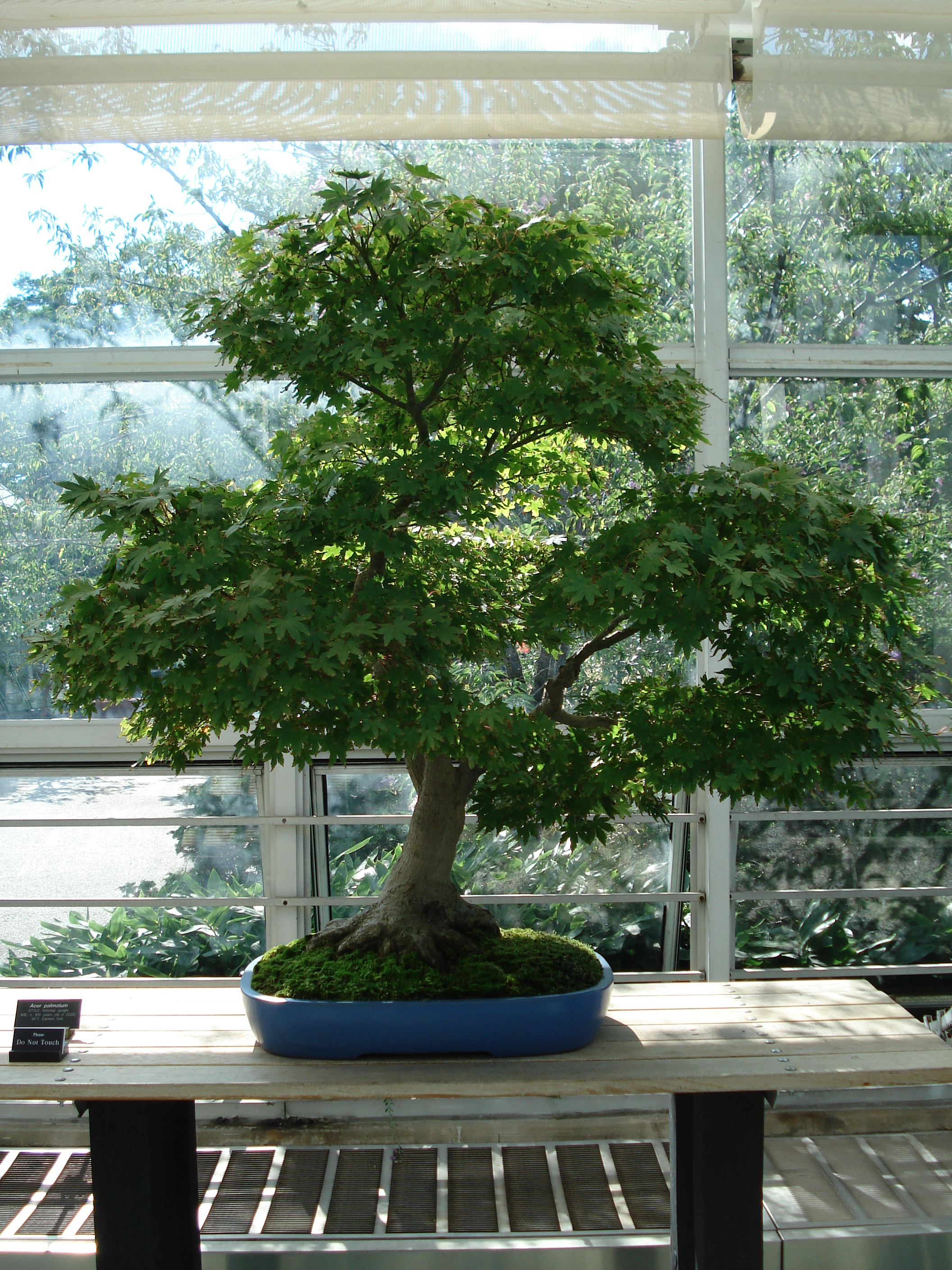
Viejo bonsái de 112 años, del "Jardín Botánico de Brooklyn".

Flores.

Una selección de cultivares notables o comunes con breves notas de sus características, durante al menos una estación, incluye los siguientes.
- 'Aka shigitatsu sawa', hojas rosa blancas con venas verdes
- 'Ao ba jo' - una forma enana con follaje de verano bronce-verde
- 'Atropurpureum' - rojo vinoso, incluyendo las nuevas ramas
- 'Bloodgood' - cultivar mejorado de 'Atropurpureum'
- 'Butterfly' - pequeñas hojas con bordes blancos
- 'Deshojo' - rojo claro, hojas brillantes
- 'Dissectum' - hojas como agujas, hábito encorvado
- 'Golden Pond' - follaje verde amarillento de verano
- 'Goshiki koto hime' - delicada, variegada enana
- 'Higasa yama' - hojas arrugadas, variegadas con amarillo
- 'Hupp's Dwarf' - arbusto pequeño, denso con hojas miniatura
- 'Issai nishiki kawazu' - muy rugoso, corteza rígida
- 'Kagiri nishiki' - similar a 'Butterfly' pero más tonos rosa
- 'Karasu gawa' - lento crecimiento, variegada con brillante rosa y blanco
- 'Katsura' - hojas amarillas verdes punteadas con anaranjado
- 'Koto no ito' - hojas verde ligero, hojas como hilo
- 'Little Princess' - de ramas separadas, enana, con hábito irregular
- 'Mama'- enana arbustiva con follaje extremadamente variable
- 'Masu murasaki' - un arbolito con hojas púrpuras
- 'Mizu kuguri' - el nuevo crecimiento color pintas anaranjadas, hánito muy amplio
- 'Nishiki gawa' - arbolito como pino, deseable para bonsái
- 'Nomura nishiki' - púrpura negro, hojas aguzadas
- 'Ojishi' - muy enana, crece solo pocos centímetros por año
- 'Osakazuki' - arbusto tipo árbol con espectaculares colores otoñales
- 'Peaches and Cream' - similar a 'Aka shigitatsu sawa'
- 'Pink Filigree' - finamente disectado, hojas pardas rosa
- 'Red Filigree Lace' - delicada, finamente disectada, púrpura negro
- 'Sango kaku' - "arce corteza coral" con rosa rojo
- 'Seiryu' - arbusto tipo árbol, verde con hojas finamente disectadas
- 'Shikage ori nishiki'- arbusto forma de vaso con follaje purpúreo
- 'Skeeter's Broom' - derivado de 'Bloodgood' "basura de bruja"
- 'Tamukeyama' - finamente disectado, púrpura negro, hábito cascada
- 'Tropenburg' - delgado, crecimiento vertical, hojas convexas lobuladas, púrpuras
- 'Tsuma gaki' - hojas amarillas con bordes rojo purpúreos
- 'Uki gumo' - prominente, variegada en blanco
- 'Waka momiji' - otro "arce corteza coral"
- 'Yuba e' - árbol vertical con variegado escarlata

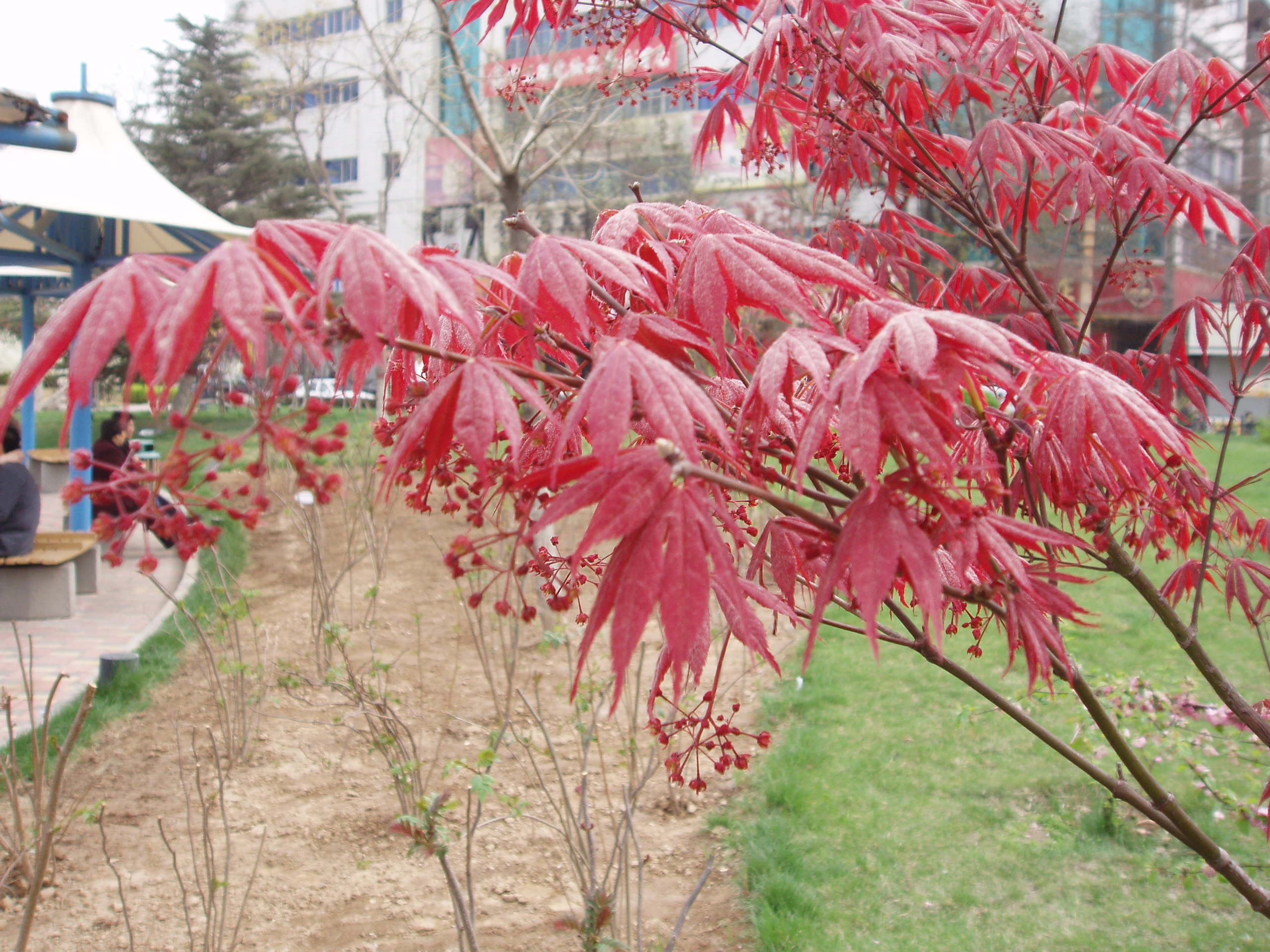
Plantas de follaje rojo, vendidas como 'Atropurpureum' y 'Bloodgood'.

Además de los cultivares descritos arriba, un número de grupos de cultivares han sido naturalmente seleccionados con el tiempo extendiendo las siembras. Muchos de esos se venden bajo el mismo nombre como cultivares, o aún propagados por injerto, por lo que hay mucha dificultad para distinguirlos. En particular, un número de arces japoneses rojo negruzcos se venden con los nombres de "Atropurpureum" y "Bloodgood". Muchos arces con delicados follajes en cintas se comercializan con nombres como "Dissectum", "Filigree", "Laceleaf".

### Especiessimilares
El término "arce japonés" también se usa para describir otras especies, usualmente dentro de series Palmata, que son similares a A. palmatum y nativas de Japón, Corea y China, incluyendo:
- Acer duplicatoserratum (sin. A. palmatum var. pubescens Li)
- Acer japonicum Thunb.- arce japonés enano
- Acer pseudosieboldianum - arce coreano
- Acer shirasawanum Koidz.- arce luna llena
- Acer sieboldianum Miq.- arce Siebold

Ya que estos arces son fenotípicamente variables dentro de cada especie y pueden hibridarse con otros, distinguirlos puede ser asunto de especiación gradual. En propagación comercial, A. palmatum es frecuentemente usado como portainjerto de esas otras especies.

## Taxonomía

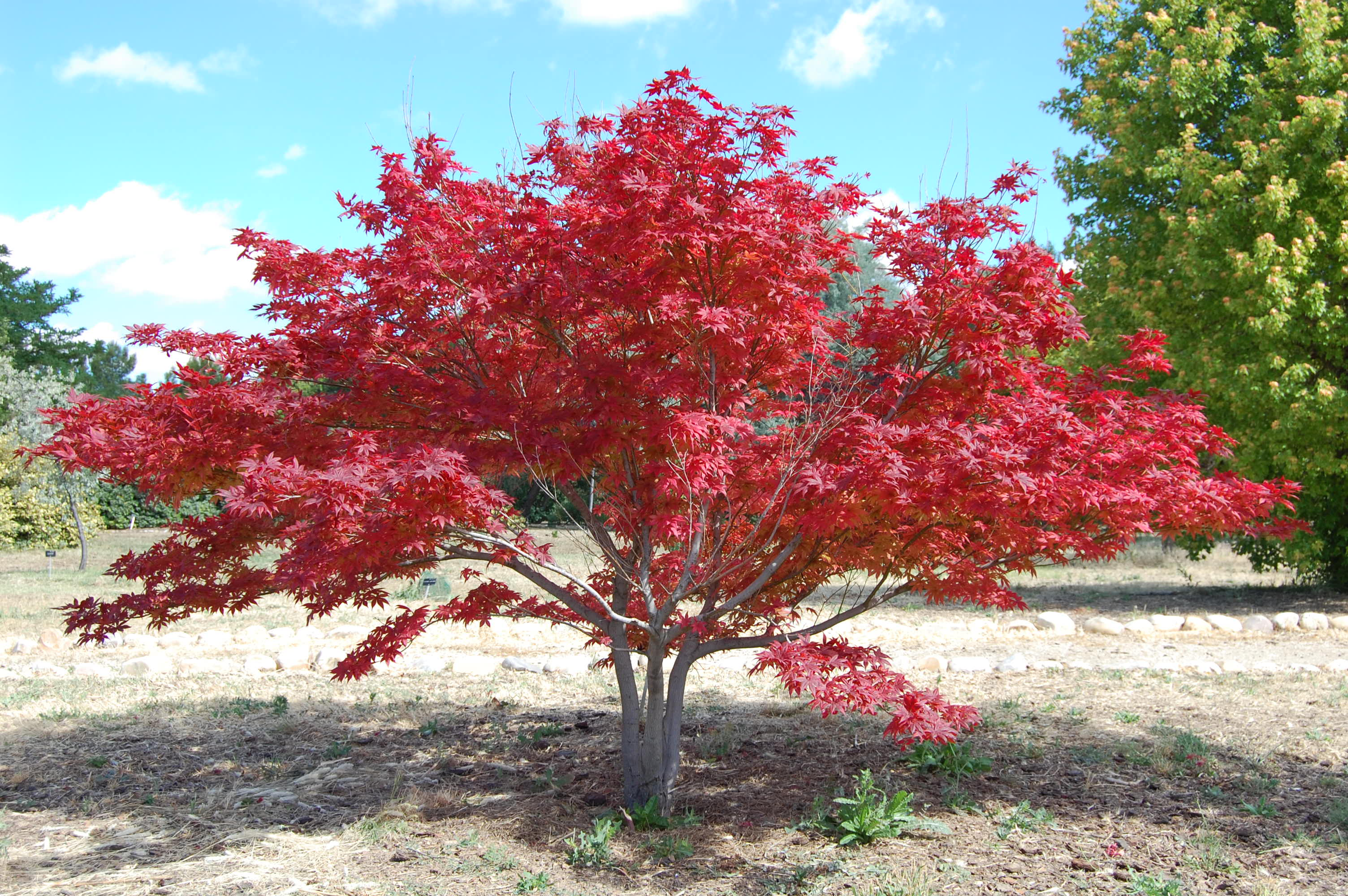
Vista del árbol.

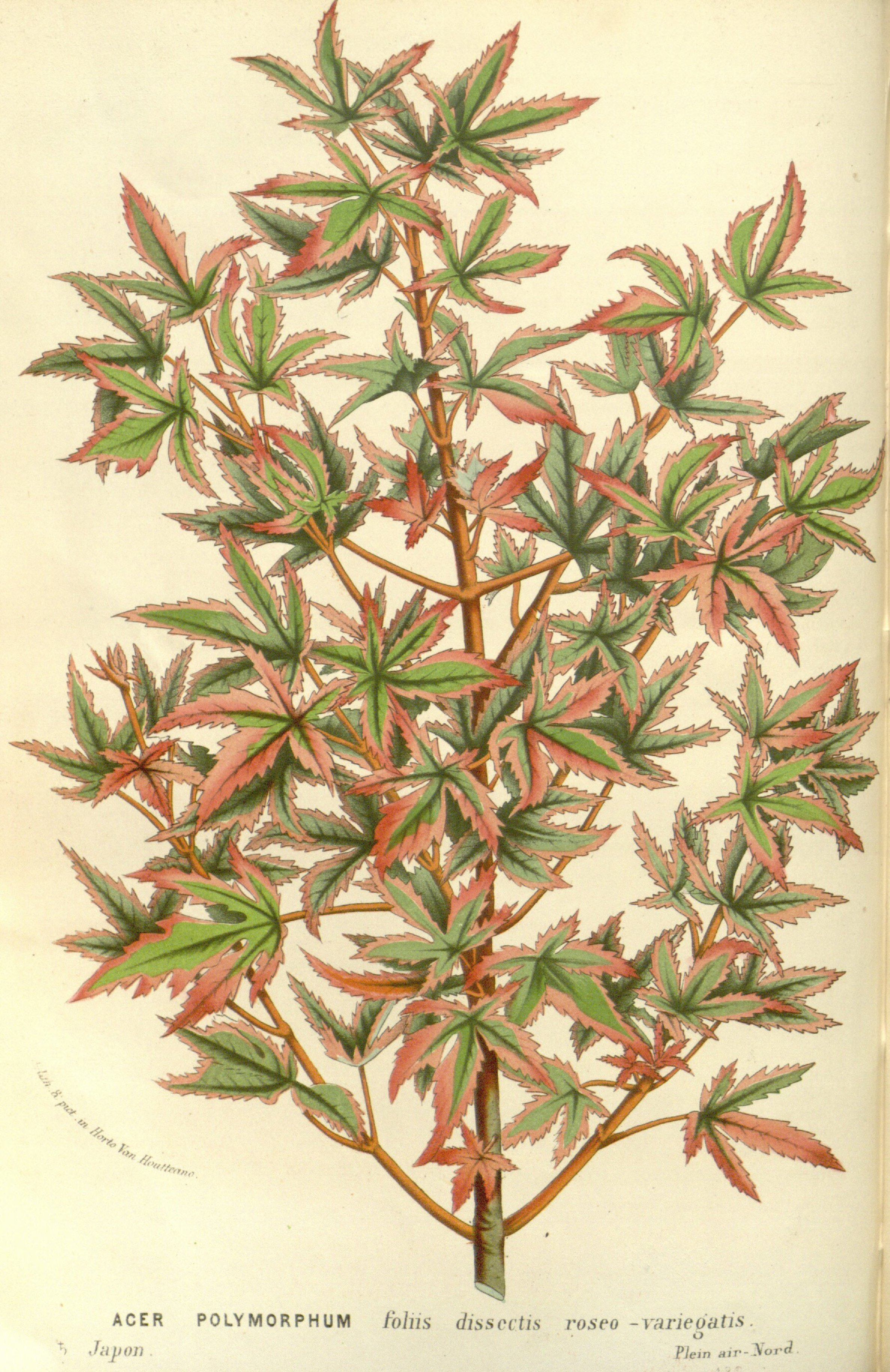
Ilustración.

Acer palmatum fue descrita por Carl Peter Thunberg y publicado en Systemat Vegetabilium. Editio decima quarta 911. 1784.
Etimología
Acer: nombre genérico que procede del latín ǎcěr, -ĕris 'afilado', referido a las puntas características de las hojas o a la dureza de la madera que, supuestamente, se utilizaría para fabricar lanzas. Ya citado en, entre otros, Plinio el Viejo, 16, XXVI/XXVII, refiriéndose a unas cuantas especies de Arce.
palmatum: epíteto latino que significa "como palma".
Variedades aceptadas
- Acer palmatum subsp. amoenum (Carrière) H.Hara
- Acer palmatum f. latilobatum (Koidz.) Ohwi
- Acer palmatum subsp. matsumurae Koidz.

Sinonimia
- Acer amoenum Carrière
- Acer decompositum Dippel
- Acer dissectum Thunb.
- Acer formosum Carrière
- Acer friederici-guillelmii Carr
- Acer incisum Dippel
- Acer jucundum Carrière
- Acer ornatum Carrière
- Acer pinnatifidum Dippel
- Acer polymorphum Siebold & Zucc.
- Acer pulverulentum Dippel
- Acer ribesifolium Dippel
- Acer roseomarginatum (Van Houtte) Koidz.
- Acer sanguineum Carrière
- Acer sanguineum var. amoenum (Carrière) Koidz.
- Acer septemlobum Thunb.
- Acer sessilifolium Siebold & Zucc.
- Negundo sessilifolium Miq.[9]